# Кроненветер (Висконсин)
Кроненветер (енгл. Kronenwetter) град је у америчкој савезној држави Висконсин.

## Демографија
По попису из 2010. године број становника је 7.210.
| Група             | 2000.    | 2010.         |
| Белци             | 0 (0,0%) | 6.768 (93,9%) |
| Афроамериканци    | 0 (0,0%) | 23 (0,3%)     |
| Азијати           | 0 (0,0%) | 264 (3,7%)    |
| Хиспаноамериканци | 0 (0,0%) | 101 (1,4%)    |
| Укупно            | 0        | 7.210         |